# 成瀬正義
成瀬 正義（なるせ まさよし、天文4年（1535年） - 元亀3年12月22日（1573年1月25日））は、戦国時代の武将。徳川家康の家臣。通称は藤蔵。

## 生涯
成瀬正頼の長男として生まれ、家督相続後は木戸城主、六名城主となる。徳川家康に仕え、使番・旗奉行を兼任する形で任命されて家康の主要な合戦の多くに参加した。永禄5年（1562年）に同僚を斬り出奔するが、三河一向一揆がはじまると帰参を許され、一揆鎮圧に当たる。永禄11年（1568年）の織田信長の上洛では、織田氏への援軍の将として参戦し、六角氏の箕作城攻めで武功を挙げた。元亀元年（1570年）の姉川の戦いにも参加して武功を挙げた。
元亀3年（1572年）1月22日、三方ヶ原の戦いでは旗奉行として家康本陣を守り武田信玄軍と戦い奮戦したが、武田氏の武将馬場信春隊の突入を防ぐために、後事を弟の成瀬正一に託し、家康の身代わりとして討ち死にした。成瀬氏の家督は正一が継いだ。
三方ヶ原の戦いの前夜、物見に出た鳥居忠広が武田勢の多さに篭城を主張したことに対して、腰抜けと言ったために喧嘩となるがのち仲直りした。この話は講談「湯水の行水」として知られている。正義が戦死した地は、今でも成瀬谷と呼ばれている。墓所は宗源院。

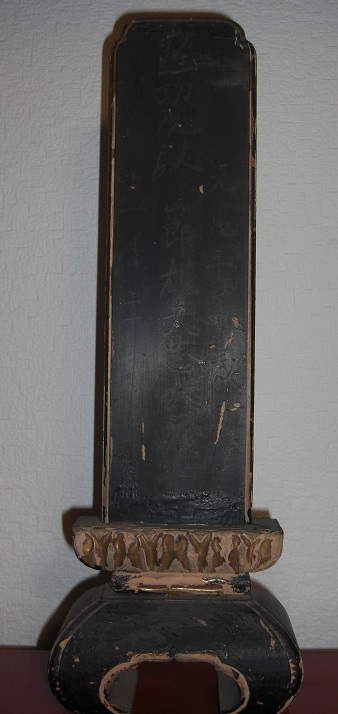
成瀬藤蔵正義位牌

正義の妻の勒（本多忠勝の姪という）釋尼妙意は正義の四人の遺児を連れて、夫が出奔して滞在した地である菊川の西方を訪れ、のち菊川段平尾の本楽寺に末の男子とともに入寺した。本楽寺は高天神城の戦いで徳川方の陣場となり武田方に攻められ焼失したため、家康により相良（現牧之原市）大沢の地に本楽院大澤寺が再建され、本尊阿弥陀如来の寄進を受けた。さらに件の子である釋祐傳を婿入りさせ、大澤寺を継承させた。寺には現在も正義と釋妙意の位牌が伝わる（大澤寺古文書釋尼妙意記）。

## 異説
正義は三方ヶ原の戦いでは討ち死にせずに生き残り、息子と共に出家して戦死者の供養をしたとの言い伝えもある。